# Progetto genografico
Il Progetto genografico (Genographic Project in inglese), lanciato il 13 aprile 2005 dalla National Geographic Society e da IBM, era uno studio antropologico genetico che aveva l'obiettivo di mappare i modelli storici delle migrazioni umane, raccogliendo e analizzando campioni di DNA. La fase finale del progetto si chiamava Geno 2.0 Next Generation. Complessivamennte hanno aderito al progetto 1.006.543 partecipanti provenienti da oltre 140 paesi.

## Storia
Creato e gestito dal Spencer Wells nel 2005, il Genographic Project è stato una collaborazione senza scopo di lucro, finanziata privatamente, tra la National Geographic Society, IBM e la Waitt Foundation. Ricercatori appartenenti ad undici centri regionali in tutto il mondo, hanno iniziato raccogliendo campioni di DNA da popolazioni locali.
Nell'autunno del 2012, il Genographic Project ha annunciato il completamento di un nuovo array di genotipizzazione, dedicato all'antropologia genetica, chiamato GenoChip. GenoChip è specificamente progettato per i test antropologici e include SNP da DNA autosomico, DNA del cromosoma X, DNA del cromosoma Y e DNA mitocondriale (mtDNA), che eviti l'inclusione di marcatori clinicamente rilevanti.. La progettazione del nuovo chip è stata frutto della collaborazione tra Wells del National Geographic, Eran Elhaik della Johns Hopkins University, Family Tree DNA e Illumina.
Nell'agosto del 2015, un nuovo chip è stato progettato grazie alla collaborazione tra Vilar, responsabile scientifico del Genographic, e Family Tree DNA.
Nella primavera del 2019, fu annunciato che il progetto Geno era terminato, ma i risultati sarebbero rimasti disponibili online fino al 2020; nel luglio 2020, il sito è stato chiuso.

## Ascendenza genetica
L'ascenza genetica, uno dei risultati prodotti dal progetto, è la stima della provenienza geografica degli antenati di un individuo, basata sull'analisi del suo DNA; in una prospettiva più ampia, è utilizzato per stimare la provenienza geografica degli antenati di un gruppo o popolazione di individui.
Elementi da considerare quando ci si riferisce ai risultati di questa analisi sono:
- marcatori genetici e popolazioni di riferimento: l'analisi si basa sul confronto del DNA di un individuo con quello di popolazioni di riferimento provenienti da diverse regioni geografiche. Queste popolazioni di riferimento rappresentano gruppi con una storia genetica relativamente distinta. I test analizzano specifici marcatori genetici (come gli SNP, polimorfismi a singolo nucleotide) che mostrano frequenze diverse in diverse popolazioni.
- percentuali di ascendenza: i risultati dell'analisi dell'ascendenza regionale sono espressi in percentuali, che non significano che gli antenati di una persona provenivano esclusivamente da queste regioni, ma piuttosto che il suo DNA è più simile a quello delle popolazioni di riferimento di queste regioni.
- mescolamento genetico: l'ascendenza regionale non rappresenta categorie nette e separate. La storia umana è caratterizzata da migrazioni e mescolamenti tra popolazioni, pertanto, la maggior parte delle persone ha un'ascendenza mista proveniente da diverse regioni. Le percentuali riflettono il contributo relativo di ciascuna regione al patrimonio genetico complessivo.
- stima; l'analisi produce una stima, non una verità assoluta. Le popolazioni di riferimento non coprono tutte le regioni del mondo in modo uniforme, e alcune regioni sono geneticamente più simili di altre. Inoltre, i risultati possono variare a seconda del test e delle popolazioni di riferimento utilizzate.
- identità culturale: l'ascendenza genetica regionale è diversa dall'identità culturale o dall'origine geografica recente. Una persona può identificarsi come proveniente da un certo paese, ma la sua ascendenza genetica potrebbe riflettere una storia più complessa e radicata nel tempo.

Tramite questa analisi sono state definite nove regioni ancestrali, in cui ricadrebbero tutte le possibili combinazioni dei genomi di ogni individuo. Le regioni sono:
- Asiatici nord-orientali: frequenza massima in Giappone, Cina e Mongolia. Presente a livelli inferiori nel Sud-est asiatico, India (espansione agricoltura del riso, <10.000 anni) e Finlandia (migrazioni Saami dalla Siberia, <5.000 anni).
- Mediterranei: frequenza massima nel Sud Europa e vicino oriente (Sardegna, Italia, Grecia, Libano, Egitto, Tunisia). Presente a livelli inferiori in Europa, Medio Oriente, Asia Centrale e Meridionale (viaggi e mescolamento). Probabile segnale dell'espansione neolitica dal Medio Oriente (<8.000 anni, Mezzaluna Fertile occidentale).
- Africani meridionali: frequenza massima nei Khoisan (Sud Africa). Probabile rappresentazione della prima divisione nella popolazione umana africana (>100.000 anni). Un tempo più diffuso in altre popolazioni africane a bassa frequenza.
- Asiatici sud-occidentali: frequenza massima in India e popolazioni limitrofe (Tagikistan, Iran). Presente a livelli inferiori in Europa e Nord Africa. Probabile diffusione durante l'espansione neolitica (Mezzaluna Fertile orientale). Tracce in europei per mescolamento millenario.
- Nativi americani: frequenza massima nelle Americhe (primi coloni via Bering, 15-20.000 anni). Trovato anche in Siberia centrale e Mongolia (2-3%, probabile origine).
- Oceaniani: frequenza massima nell'Oceania vicina (Papua Nuova Guinea, Melanesia). Presente a livelli inferiori nell'India orientale (migrazioni limitate). Probabile segnale delle prime migrazioni costiere in Oceania Vicina (<50.000 anni).
- Asiatici del sud-est: frequenza massima nel sud-est asiatico e India (particolarmente nord-est indiano e vietnamita). Presente a livelli inferiori in Oceania (migrazioni austronesiane, <5.000 anni, colonizzazione Polinesia) e Madagascar (austronesiani via mare, <2.000 anni).
- Nord europei: frequenza massima nel Nord Europa (UK, Danimarca, Finlandia, Russia, Germania). Presente a livelli inferiori nel resto d'Europa. Probabile segnale dei primi cacciatori-raccoglitori europei (ultima transizione all'agricoltura neolitica dal Medio Oriente, <8.000 anni).
- Africani sub-saharani: frequenza massima nell'Africa sub-sahariana (popolazioni bantu come Yoruba e Luhya). Probabile segnale degli abitanti originari dell'Africa orientale e centrale (diffusione con le migrazioni bantu, <2.500 anni). Presente a livelli inferiori a nord del Sahara (Tunisia, Egitto).